# Donje Selo
Donje Selo je vesnice na ostrově Šolta, ve Splitsko-dalmatské župě, na jihu Chorvatska. Zeměpisné souřadnice tohoto místa jsou 43° 24' s. š. a 16° 15' 37' v. d. Ve vesnici stojí kostel sv. Martina.

## Hospodářství
Hospodářství se skládá ze zemědělství a cestovního ruchu. Obyvatelé se zabývají hlavně rybolovem a založili Donju Krušicu (rybářský přístav). S Donjou Krušicou je spojena betonovou cestou dlouhou 1 km.

## Významné osobnosti
- Vjekoslav Blaškov, 1923, chorvatský odborový pracovník a novinář[4]

## Fotogalerie

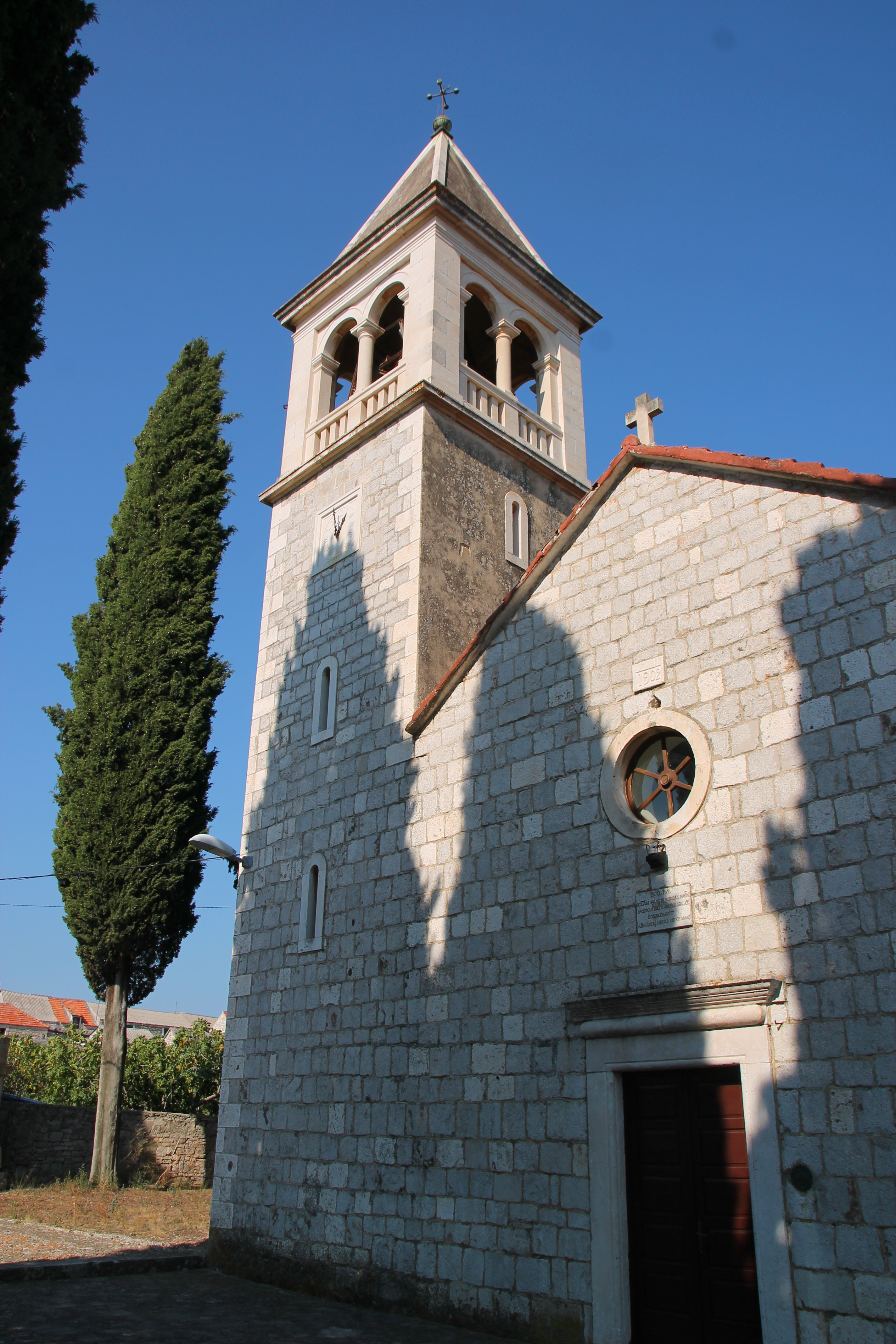
Kostel svatého Martina
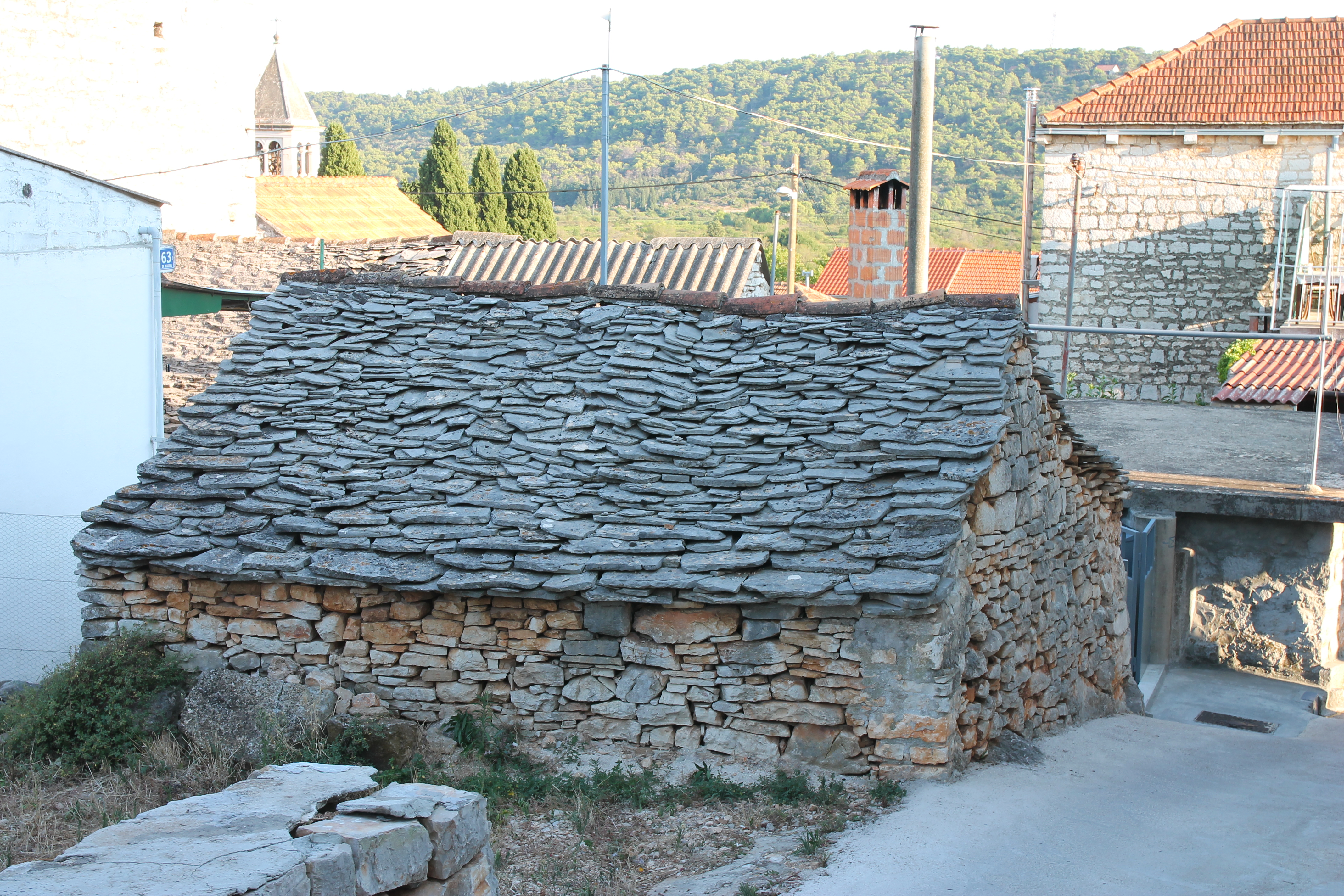
Starý dům s kamennou střechou
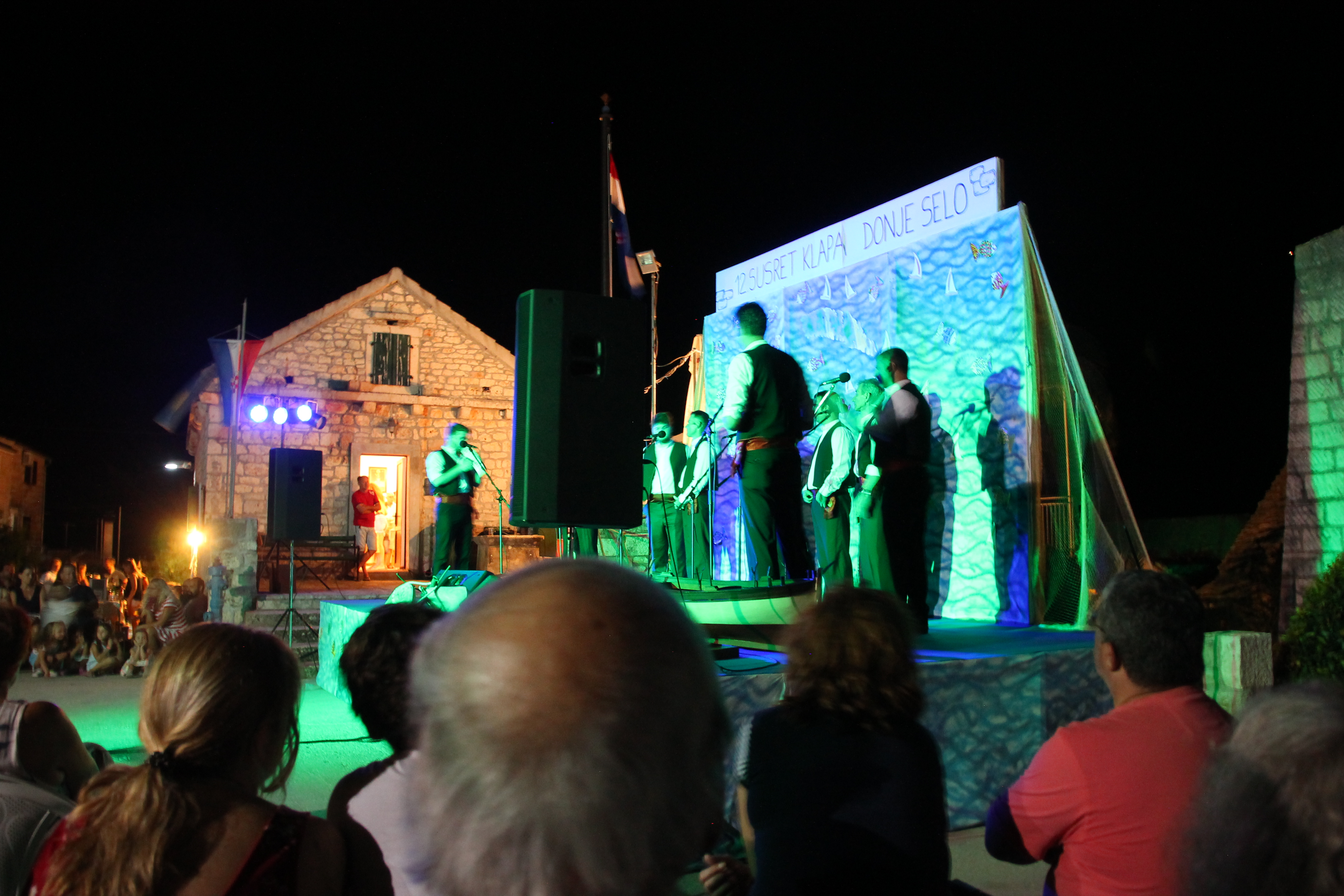
Festival tradičních dalmatských pěveckých souborů
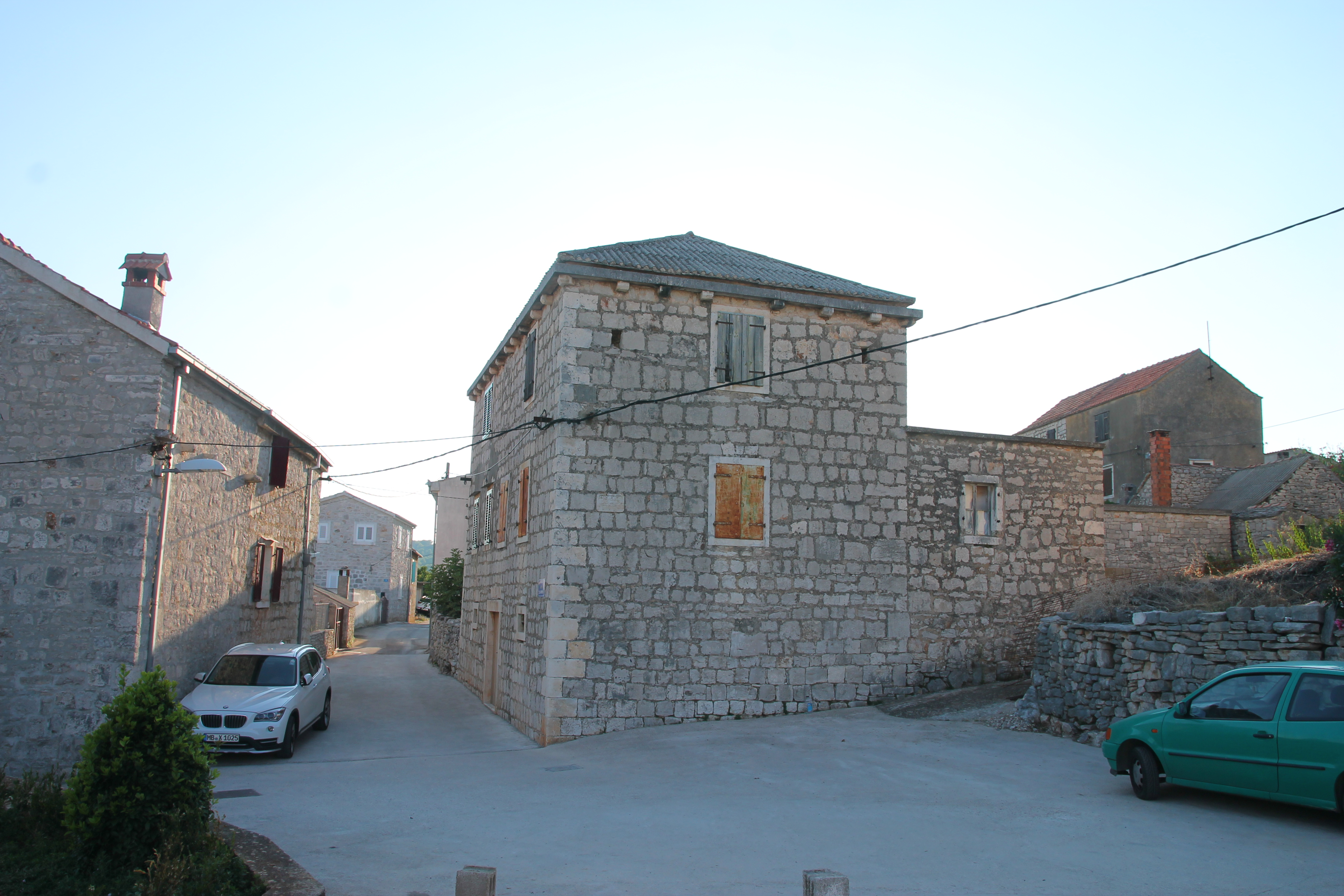
Domy ve vesnici
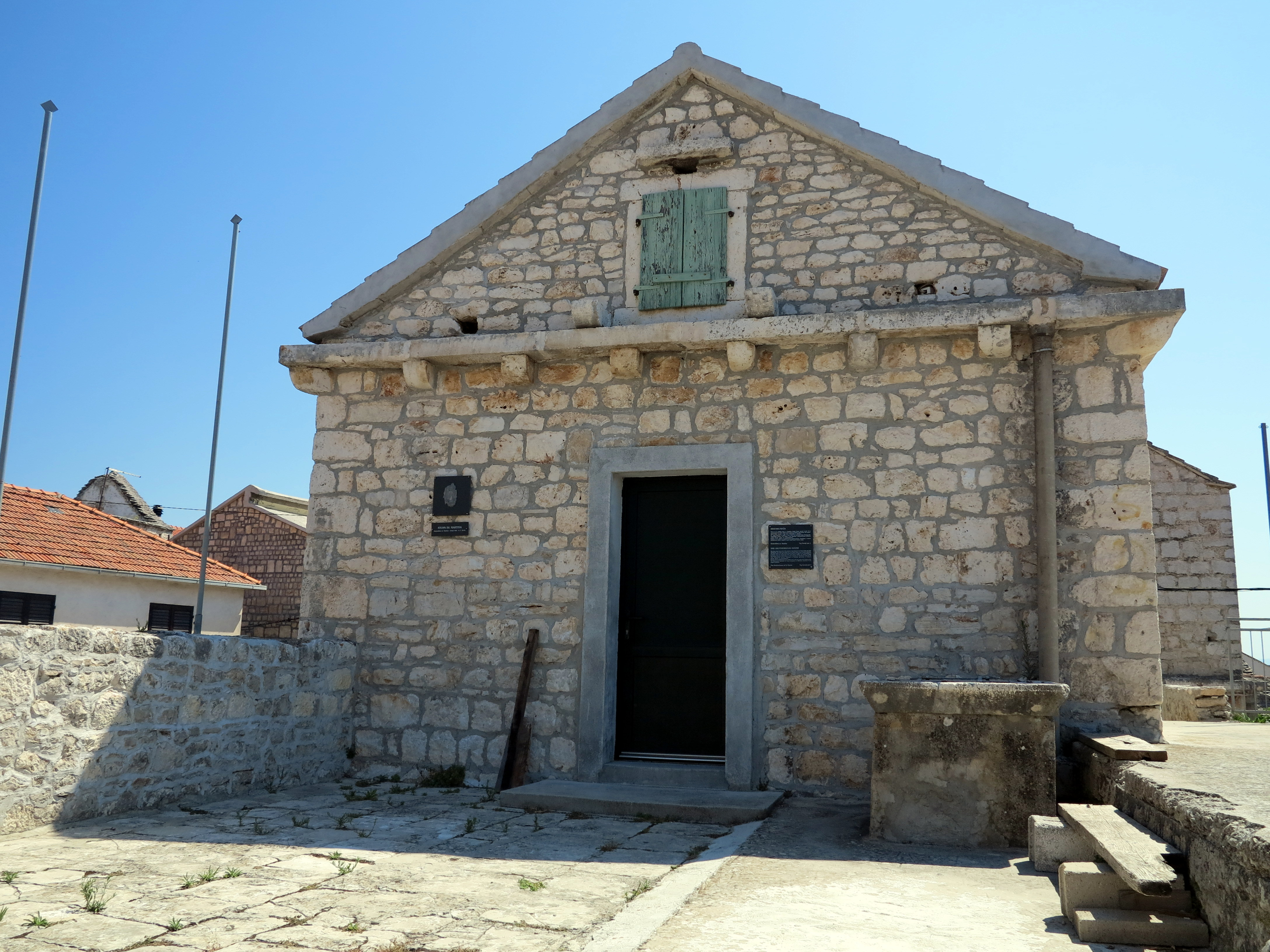
Dům bratrstva
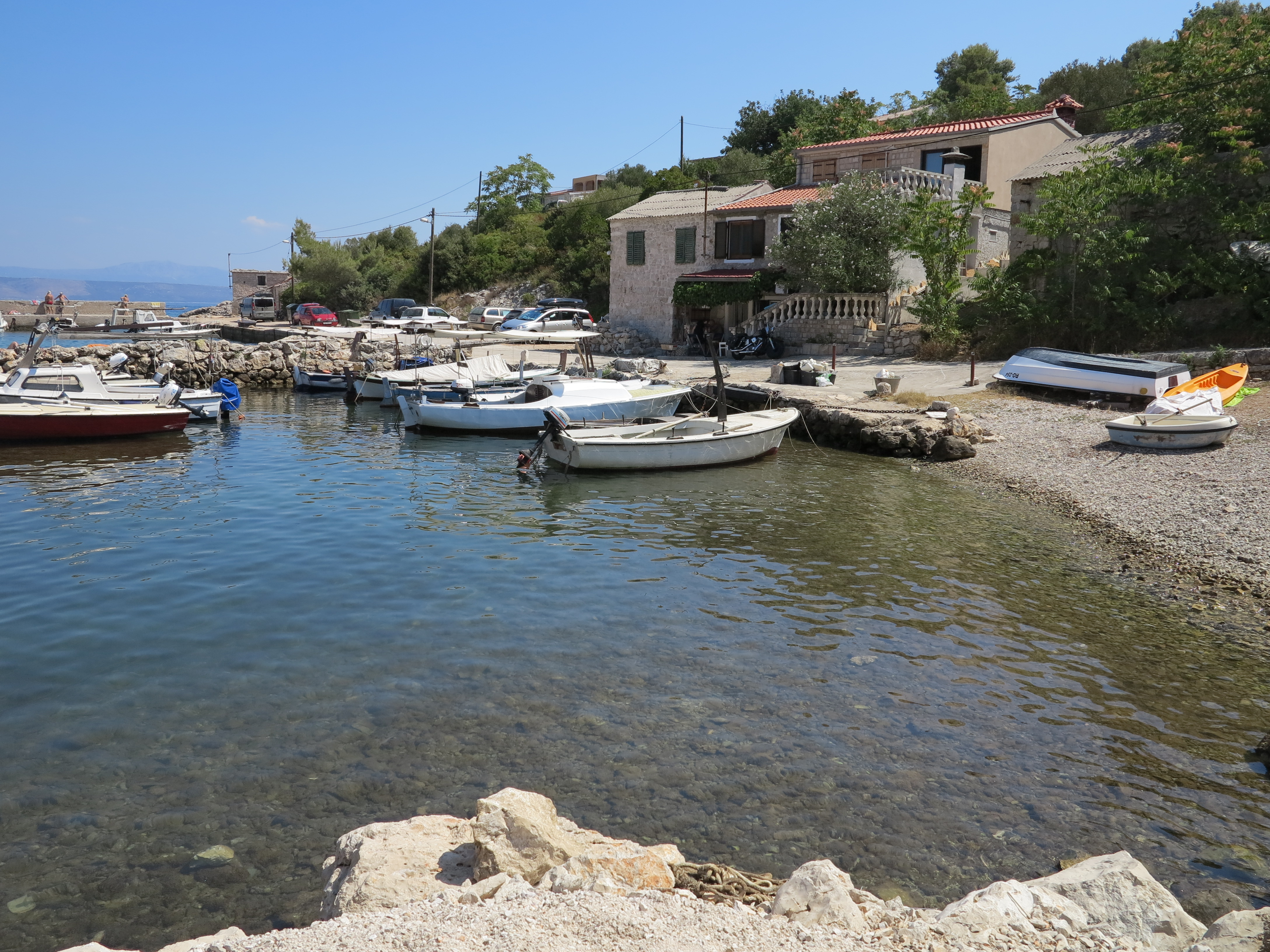
Zátoka Donja Krušica
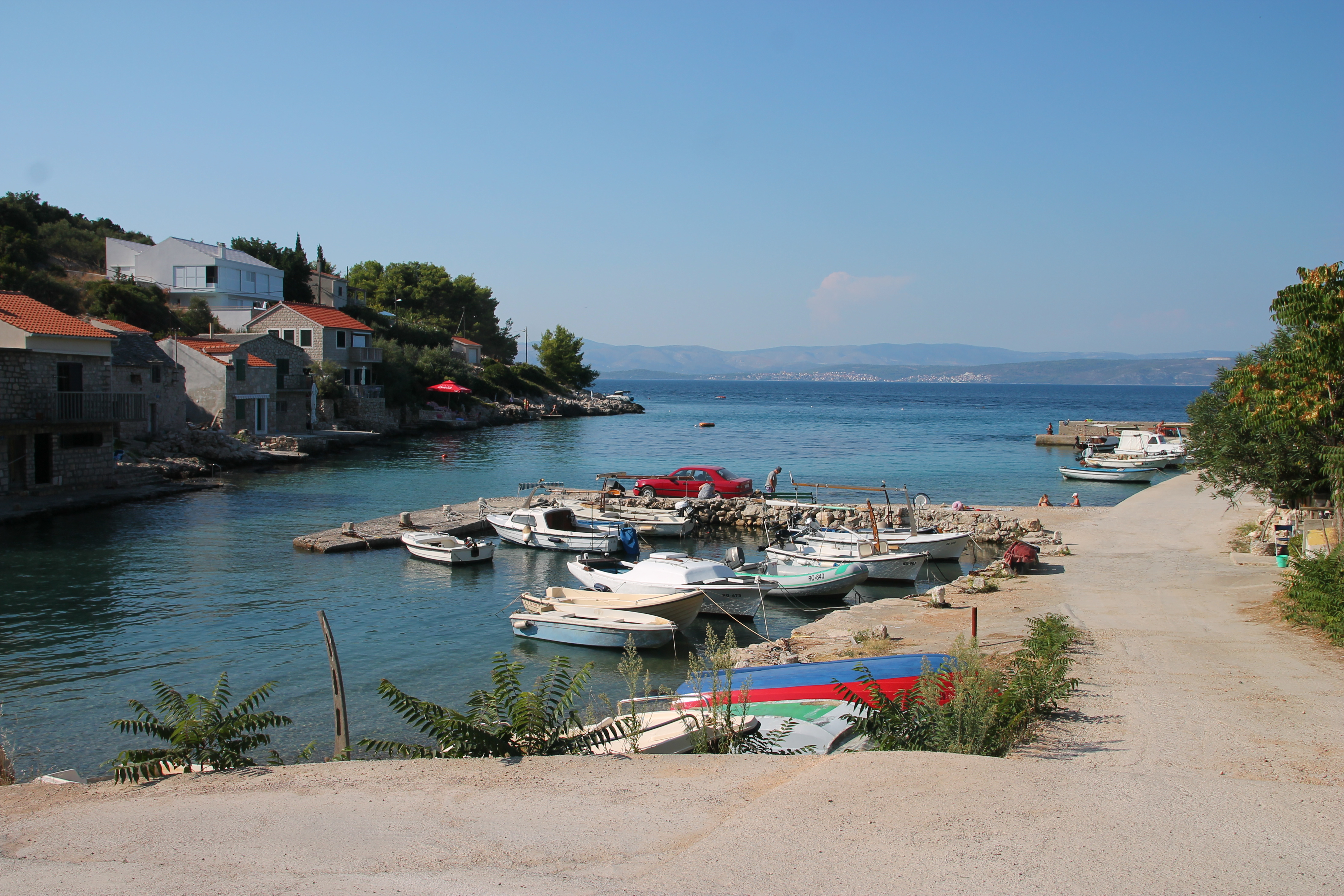
Přístaviště v Donji Krušici